# 37 mm/54 Breda Mod. 1932/1938/1939
37 mm/54 Mod. 1932/1938/1939 е корабно автоматично зенитно оръдие с калибър 37 mm разработено и произвеждано в Италия от фирмата Breda. Състои на въоръжение в Кралските ВМС на Италия. Има три основни модификации, различаващи се главно по конструкцията на артилерийската установка. Поставя се на множество типове италиански военни кораби, явява се главно средство за близката ПВО на флота във Втората световна война. Също се използва и от Кралската италианска армия във версии на мобилен и стационарен лафет.

## История на създаването
През 1930 г. ръководството на Кралския италиански флот поставя задача за създаване на ново автоматично зенитно оръдие предназначено за заменя на корабите на произвеждания по лиценз остарелия британски зенитен автомат „Пом-пом“. Флотът иска автоматично оръдие калибър 37 – 40 mm със значително по-мощен патрон. Особено е подчертана необходимостта от пълнително подаване на боеприпасите, с идеята, че е по-надеждно.

## Конструкция
Конструкцията представлява тази на увеличената мащабно картечница Hotchkiss M1929. Автоматиката на оръдието функционира по газоотводната схема с дълъг ход на газовото бутало. При оръдията от сдвоените установки газовото бутало е разположено встрани от ствола. Темпът на стрелба се задава с регулиране на газоотводния отвор и може да съставлява 60, 80 и 120 изстрела в минута. Подаването на боеприпаси се осъществява чрез шестзарядни пълнители, поставяни отгоре.

## Производство
Темпът на производство на италианските 37 mm зенитки е невисок, достигайки своя максимум през ноември 1941 г., когато заводът в Бреша успява да предаде 21 оръдие за месеца. На корабите на италианския флот броят на автоматите от този тип през годините на войната е недостатъчен. Най-голям брой стволове зенитки Бреда 37/54 носят новите линкорите от типа „Литорио“ – по 20 бройки в сдвоените установки модел 32 и 38.

## Оценка на проекта
Зенитния автомат 37 mm/54 Breda се оказва, като цяло, неудачна конструкция. Основен недостатък на системата е много силната вибрация, особено проявяваща се в сдвоените установки. Това принуждава италианските зенитчици да водят неприцелен заградителен огън. Често те даже предпочитат да стрелят не автоматично, а на серии единични изстрели. Бойната ефективност съответстно е невисока. Този недостатък задрасква всички достойнства на оръдието, включващи в себе си доста тежкият за 37 mm калибър снаряд, добрите балистични данни и значителната живучест на ствола. Успяват да намалят вибрацията на оръжието едва при единичната установка модел 1939 г., в която, най-накрая, оръдието е с газоотводна тръба отдолу и подаване на пълнителя отляво.